# Productschap voor Zuivel
Het Productschap Zuivel was een Nederlands productschap dat zich richtte op zuivel. Het Productschap Zuivel had als wettelijke taak het behartigen van het belang van de gehele branche en het belang van de Nederlandse samenleving. 
Onder de activiteiten van deze organisatie vielen onder andere:
- het meepraten over regelgeving in Den Haag en in Brussel
- het doen of uitbesteden van onderzoek
- reclame en voorlichting over zuivel.

Alle productschappen zijn per 1 januari 2015 opgeheven. Een aantal activiteiten van Productschap voor Zuivel zijn overgenomen door de ketenorganisatie ZuivelNL. Dit is een vereniging opgezet door de Nederlandse Zuivel Organisatie (NZO) en LTO Nederland waarbij ook zijn aangesloten de koepelorganisatie voor zuivelbrancheorganisaties Gemzu en Nederlandse Melkveehouders Vakbond (NMV).